# 大嶝街道
大嶝街道是中华人民共和国福建省厦门市翔安区下辖的一个街道办事处，由大嶝岛、小嶝岛、角屿、白哈礁等四个岛屿组成，除白哈礁外，其餘三島俗称“三岛”（中華人民共和國常稱之“英雄三島”）。
該街道与金门岛最近距离仅1800米，面積14.16平方公里，下辖10个社區（2023年），戶籍人口27031人，是国家白鹭自然保护区。
第二次國共內戰以前歸金門縣管轄，稱大嶝鄉，中華民國國軍自1949年10月撤出金門縣大嶝鄉後，中華人民共和國政府曾於1955年在大嶝鄉設立金門縣人民政府，1970年12月併入同安縣，金門縣人民政府撤銷；2003年9月，原同安區析出東部的馬巷鎮、新店鎮、新圩鎮（舊馬巷廳附近）等組成翔安區。
大嶝岛内有英雄三岛战地观光园；大嶝对台小额商品贸易市场；海上看金门等旅游项目。特产有紫菜、牡蛎等。

## 行政區劃
2023年，辖有10個社区：
- 田墘社区、山头社区、蟳窟社区、嶝崎社区、双沪社区、阳塘社区、北门社区、东埕社区、小嶝社区、嶝湾社区

1. ↑  2023年统计用区划代码和城乡划分代码 （页面存档备份，存于），国家统计局
2. ↑  大嶝街道，翔安区人民政府